# Angenstein
Angenstein est un château fort médiéval situé sur le territoire de la commune de Duggingen, en Suisse.

## Situation
Le château, encore habité et en parfait état de nos jours, se trouve à l'entrée de la dernière cluse de la Birse, dans le district de Laufon, sur un éperon rocheux étroit (le nom du château vient de l'ancien allemand enger Stein qui signifie littéralement pierre étroite) des conforts du massif du Jura. Au fond de la gorge, passe la route qui relie Bâle à Delémont ainsi que la ligne de chemin de fer du Jura qui traverse un tunnel de 64 mètres de long sous le château. 

## Histoire
Les premiers châteaux de la région datent du début du Moyen Âge, construits pour verrouiller l'entrée du Laufonnais et protéger les routes de commerce. De fait, la construction d'Angenstein semble dater de la fin du XIIIe siècle et a été réalisée par la maison Münch, pour le compte du diocèse de Bâle. Elle se dresse au-dessus du défilé de la Birse. Dans la première moitié du XIVe siècle, elle est occupée par plusieurs grandes familles de la région au nom du chapitre de Bâle, en particulier les Habsbourg-Laufenbourg dont les Münch étaient vassaux.
En 1460, la lignée des Münch s'éteint et la famille de Thierstein s'empare du château et le confie à l'un de ses vassaux, alors que la ville de Soleure reçoit alors le droit de s'en servir en cas de nécessité. Le château connaît plusieurs destructions, notamment à la suite du tremblement de terre de Bâle de 1356 et des incendies de 1494 et 1517, qui entraînèrent d'importants remaniements. C'est ainsi qu'au XVIe, la chapelle et les bâtiments d'habitation furent construits directement contre la tour incendie.
Pendant la guerre de Trente Ans, il est occupé par les soldats du duc de Saxe-Weimar.
À la disparition de la famille Thierstein en 1517, le château est vendu au prince-évêque de Bâle malgré les protestations de la ville de Soleure. Cette dernière obtient, en 1522, un droit de passage ainsi que l'assurance que le château ne serait plus fortifiée. 
De 1557 jusqu'en 1751, le château appartient à la famille Zipper puis à la famille de Grandvillars. Propriété du canton de Bâle-Ville depuis 1951, il a fait l'objet d'importantes restaurations entre 1988 et 1992. Angenstein est régulièrement mentionné à la radio à cause de la sortie de la semi-autoroute A18 où se forme quotidiennement des embouteillages. Dans la région, plusieurs entreprises et organisations sont nommées en référence à Angenstein. En 2010 deux cloches provenant de la chapelle du Château ont été retrouvées dans une forêt proche. Une était marquée de l'année 1826. La Chapelle est dédiée à Saint Wendelin (en l'honneur de Wendelin Zipper) et à Saint Anne. Le 26 juillet un service religieux s'y déroule parfois.